# Wilhelm von Geijer
Fredrik Wilhelm Gustaf von Geijer, född 8 februari 1865 i Malmö, död 16 maj 1930, var en svensk officer och godsägare.

## Biografi
Wilhelm von Geijers far, Gottschalk von Geijer, var riksdagsman och familjen bodde därför periodvis i Stockholm. Familjen var av dansk-skånskt ursprung. Barndomens somrar tillbringades alltid på landet, ofta på gården Slättäng i Skåne.
von Geijer blev underlöjtnant vid Kronprinsens husarregemente 1887, löjtnant vid Livgardet till häst 1897 och ryttmästare 1905.
År 1894 gifte han sig med grevinnan Irma von Hallwyl, dotter till Walther och Wilhelmina von Hallwyl, och fick tillsammans med henne egendomen Vegeholms slott i Skåne i gåva från hennes föräldrar. Deras första barn dog, men därefter föddes dottern Margit 1907 och sonen Erik 1911. Wilhelm von Geijer undervisade barnen i ridning.
von Geijer var intresserad av arkitektur, inredning och formgivning. Han designade bordssilver som fortfarande finns i släktens ägo.
von Geijer hade uppdrag i ett antal bolagsstyrelser inom svensk industri, däribland Uddeholms AB samt, mellan 1911 och 1917, familjeföretaget Ljusne-Woxna AB, som grundats av hustruns morfar Wilhelm Kempe och tagits över av hennes far Walther von Hallwyl.. Han var även ledamot av Kristianstads läns landsting åren 1910–1917.

## Utmärkelser, ledamotskap och priser
- Ledamot av Vetenskapssocieteten i Lund (LVSL)[5]